# Stefan Kern

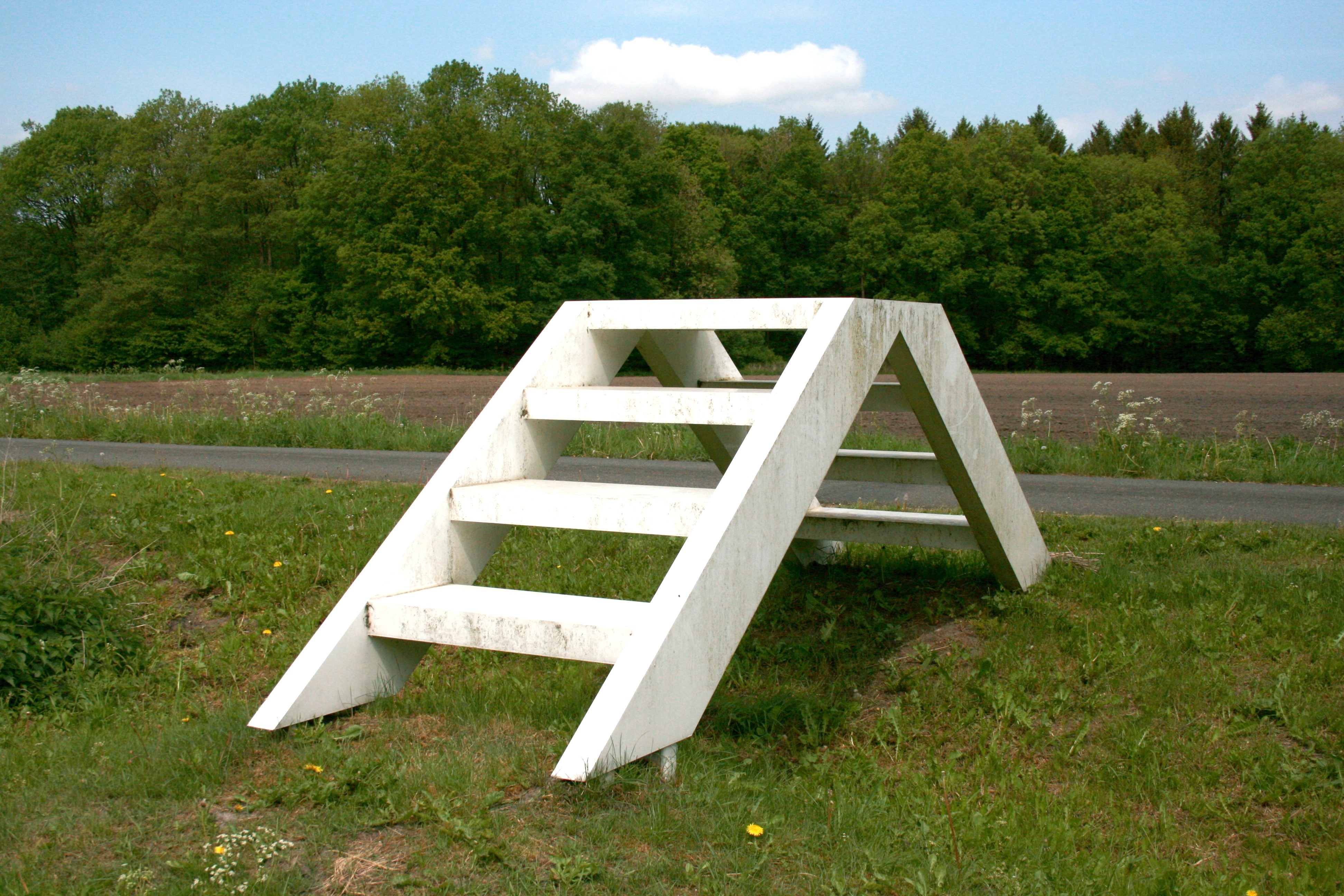
Skulptur Treppe (2003), Kunst-Landschaft Springhornhof. Die „Treppe“ führt auf eine Kuhweide.

Stefan Kern (* 1966 in Hamburg) ist ein deutscher bildender Künstler.

## Leben und Werk
Kern studierte von 1988 bis 1993 bei Per Kirkeby, Ulrich Rückriem und Franz West an der Staatlichen Hochschule für Bildende Künste – Städelschule, Frankfurt am Main.
Seine erste Einzelausstellung zeigte 1994 die Galerie Hammelehle und Ahrens, Stuttgart.
Im akademischen Jahr 2002/2003 hatte Kern eine Gastprofessor an der Kunsthochschule Kassel,
von 2003 bis 2005 an der Hochschule für bildende Künste Hamburg. Eine Professur an der Ècole Supérieure des Arts Décoratifs, Straßburg, schloss sich an (bis 2009).
Kerns Skulpturen, Objekte und Installationen sind im Grenzbereich zwischen Kunst und Design angesiedelt. Als Angebote zum Sitzen oder Erklettern sind sie einerseits auf die Interaktion zwischen Kunstwerk und Mensch angelegt. Die oft streng-symmetrischen, modularen Formen, die harten Materialien und makellos-reine Erscheinung lassen jedoch andererseits an dieser Funktion zweifeln. Ihre Einfarbigkeit – oft in Weiß – hebt sie aus ihrer Umgebung als Fremdkörper heraus.
Kern lebt und arbeitet in Hamburg.

## Auszeichnungen
- 1995: Kunstpreis junger westen der Stadt Recklinghausen
- 1996: Reisestipendium der Hessischen Kulturstiftung
- 1999: Ernst-Barlach-Preis
- 2015: Edwin-Scharff-Preis, Hamburger Senat

## Einzelausstellungen
Zu den mit «K» gekennzeichneten Ausstellungen erschien ein Katalog.
- 1995: Künstlerhaus Hamburg
- 1999: Ernst Barlach Museum Wedel
- 2000: Portikus, Frankfurt/MainK
- 2002: Sprüth Magers, München; 25 geklaute Ideen, Kunstverein in HamburgK
- 2007: Missed The Turn, Andrew Kreps Gallery, New York City
- 2009: ABC DEF Akademie der Künste, Berlin; Galerie Luis Campana, Köln

## Arbeiten in Sammlungen

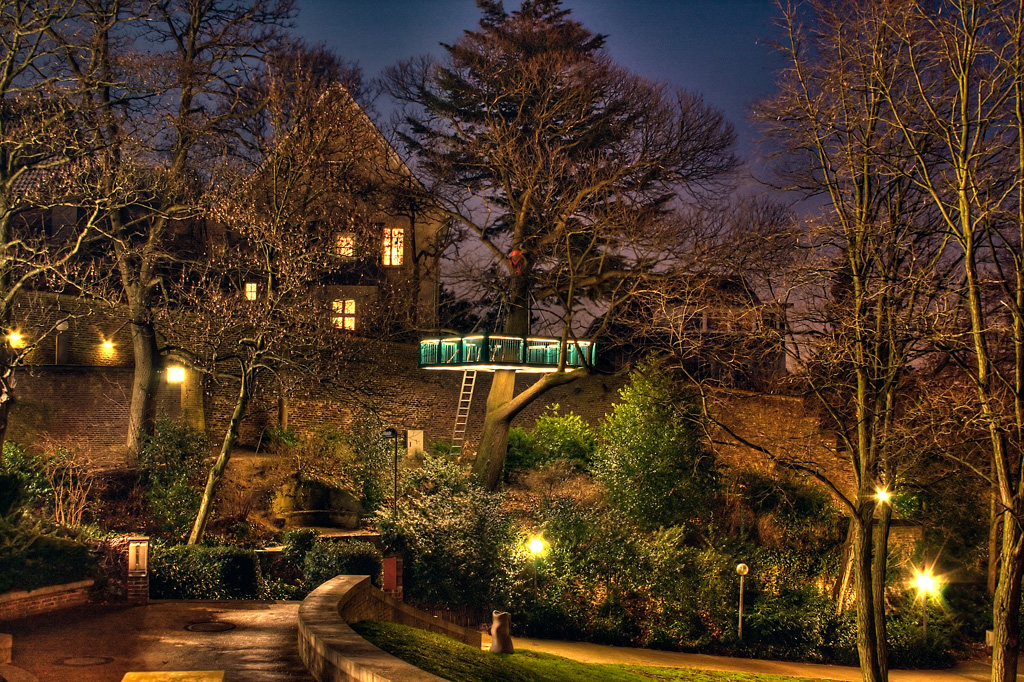
Skulptur Baumhaus (2001), Museum Abteiberg, Mönchengladbach

- Städtisches Museum Abteiberg, Mönchengladbach
- Sammlung zeitgenössischer Kunst der Bundesrepublik Deutschland, Bonn
- Skulpturenpark Köln
- Stiftung DKM, Duisburg
- Kunsthalle Recklinghausen

## Werke im öffentlichen Raum
- 1993: Skulptur um Verteilerschränke. Wilhelm-Leuschner-Platz, Langen
- 1995: Ohne Titel (untereinander verbundene, vorgefundene Sitzbänke). Weidenallee Ecke Kleiner Schäferkamp, Hamburg
- 1996: Tribünen-Skulptur. Skulpturenpark Köln[1]
- 2000: Spinnenweb. Gravensteen, Gent
- 2001: Baumhaus. Skulpturengarten Museum Abteiberg, Mönchengladbach
- 2003: Baiser, Kreisverkehr, Stuttgart-Vaihingen[2]; Treppe, Kunst-Landschaft Springhornhof, Neuenkirchen (Lüneburger Heide)[3]
- 2004 Arbeitslampe. Landeshaus, Kiel[4]